# 한의권
한의권(韓義權, 1994년 6월 30일~)은 대한민국의 축구 선수이며 포지션은 공격수이다. 현재 이스턴 서버브스 FC 소속이다.

## 구단 경력
2014년 경남 FC에 입단하며 프로 무대에 입문하였다.
2015 시즌 중반, 킹스컵 당시 대표팀 감독이였던 최문식의 부름을 받고 송주한과 트레이드로 대전 시티즌에 입단하였다. 7월 5일 전북 현대 모터스와의 홈경기를 통해 대전 입단 후 첫 골을 신고했다.
2018 시즌 아산 무궁화 FC에서 제대한 뒤 수원 삼성 블루윙즈로 이적했다.
2020 시즌 후, 수원을 떠나 아일랜드 리그 진출을 모색하기 시작했다. 하지만 최종적으로 이적에는 실패했으며 대신 자신에게 지속적인 관심을 보여왔던 서울 이랜드 FC로 이적하였다.
2021 시즌 후, 서울 이랜드와의 계약이 종료됨에 따라 J2리그의 파지아노 오카야마로 이적했다.

## 국가대표팀 경력
2014년 툴롱컵과 2015년 킹스컵에 대한민국 U-23 국가대표팀 멤버로 출전하였다.

## 수상 내역

### 팀

#### 수원 삼성 블루윙즈
- FA컵 우승: 2019

#### 대한민국 U-23
- 킹스컵 : 우승 (2015)